# Humennîkî, Korostîșiv
Humennîkî (în ucraineană Гуменники) este localitatea de reședință a comunei Humennîkî din raionul Korostîșiv, regiunea Jîtomîr, Ucraina.

## Demografie
Componența lingvistică a localității Humennîkî
     Ucraineană (98,6%)
     Rusă (1,2%)
     Alte limbi (0,2%)
Conform recensământului din 2001, majoritatea populației localității Humennîkî era vorbitoare de ucraineană (98,6%), existând în minoritate și vorbitori de rusă (1,2%).